# Wyspy Dziewicze Stanów Zjednoczonych na Letnich Igrzyskach Olimpijskich 2004
Wyspy Dziewicze Stanów Zjednoczonych na XXVIII Letnich Igrzyskach w Atenach były reprezentowane przez 6 sportowców (5 mężczyzn, 1 kobieta). Nie udało im się zdobyć żadnego medalu. Na letnich igrzyskach olimpijskich zawodnicy kraju startowali po raz dziewiąty. Najmłodzszym zawodnikiem był Adrian Durant (19 lat, 316 dni), a najstarszym Chris Rice (44 lata, 236 dni).

## Reprezentanci
Lekkoatletyka 
- 100 m mężczyzn: Adrian Durant – odpadł w 1. rundzie
- 100 m kobiet: LaVerne Jones – odpadła w ćwierćfinałach
- 200 m kobiet: LaVerne Jones – odpadła w ćwierćfinałach

  Pływanie 
- 100 m stylem dowolnym mężczyzn: George Gleason – 44. miejsce
- 100 m stylem grzbietowym: George Gleason – 37. miejsce
- 50 m stylem dowolnym: Josh Laban – 43. miejsce

  Żeglarstwo 
- Laser: Timothy Pitts – 41. miejsce

  Strzelectwo 
- Pistolet pneumatyczny, 10 m mężczyzn: Chris Rice – 46. miejsce
- Pistolet dowolny, 50 m mężczyzn: Chris Rice – 41. miejsce